# Ảnh viện

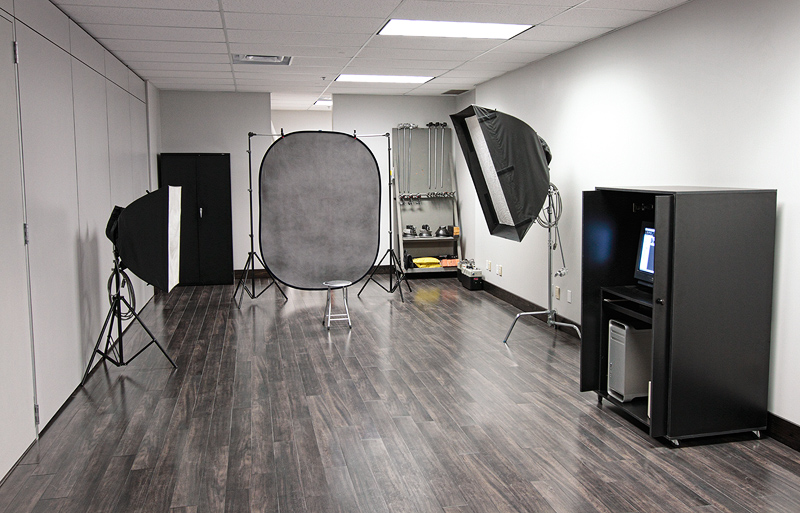
Một phòng chụp ảnh (ảnh viện)

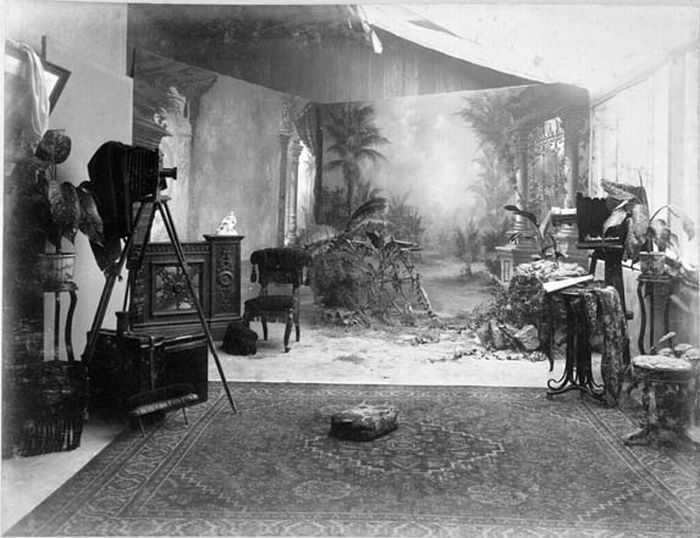
Ảnh viện Stafhell & Kleingrothe ở Hà Lan năm 1898

Ảnh viện, hay còn gọi là phòng chụp ảnh hoặc hiệu ảnh, tiệm chụp ảnh, thường là một doanh nghiệp do một hoặc nhiều thợ chụp ảnh cũng như nhiếp ảnh gia sở hữu và đại diện, có thể đi kèm các trợ lý và các đệ tử, những người này sẽ cùng sáng tạo và đem bán các tác phẩm của mình và đôi khi còn là các tác phẩm nhiếp ảnh của người khác.
Kể từ những năm đầu thế kỷ 20, hoạt động kinh doanh của một phòng chụp ảnh ngày càng được nhiều người gọi là ảnh viện (photographic agency), khiến cho cụm từ "phòng chụp ảnh" chỉ còn dùng để nói về riêng nơi làm việc mà thôi.
Lịch sử các ảnh viện trên thế giới có từ thập niên 1840 với việc phát minh ra quá trình thu hình qua ống kính camera của hai nhân vật Henry Fox Talbot và Louis Daguerre. Các ảnh viện cổ xưa nhất tận dụng ánh sáng tự nhiên vào ban ngày để tạo ra các bức ảnh. Khi chuyển sang cho các nghệ sĩ nhiếp ảnh sử dụng thì người ta lại chuộng ánh sáng hướng Bắc mà không có ánh nắng mặt trời chiếu trực tiếp.
Lần đầu tiên dùng đến đèn flash là từ năm 1839 khi L. Ibbetson sử dụng ánh đèn sân khấu để chụp lại những vật thể rất nhỏ. Ánh đèn sân khấu được tạo ra bằng việc đặt miếng chanh vào trong một ngọn lửa nồng nặc khí oxy-hydrogen. Các ảnh viện bắt đầu sử dụng đèn flash vào năm 1840 và đến năm 1864 thì bước đột phá tiếp theo về công nghệ - dây điện magnesi - trở thành nguồn ánh sáng nhân tạo mới. Tuy nhiên, không phải tất cả mọi người đều có đủ điều kiện để dùng nó bởi chúng khá đắt đắt và nguy hiểm. Những ánh đèn nháy (hay đèn flash) này còn được gọi là 'ánh sáng nóng' và có thể nổ tung. Cho đến thập niên 1860, chúng được sử dụng phổ biến trong các phòng chụp chuyên nghiệp. 'Ánh sáng vonfram' hay 'ánh sáng nóng' vẫn được dùng đến. Khoảng những năm 1870, thậm chí cả những phòng chụp nhỏ hơn cũng đã tiếp cận được phương pháp ánh đèn flash hay ánh đèn nhấp nháy.

## Hình ảnh

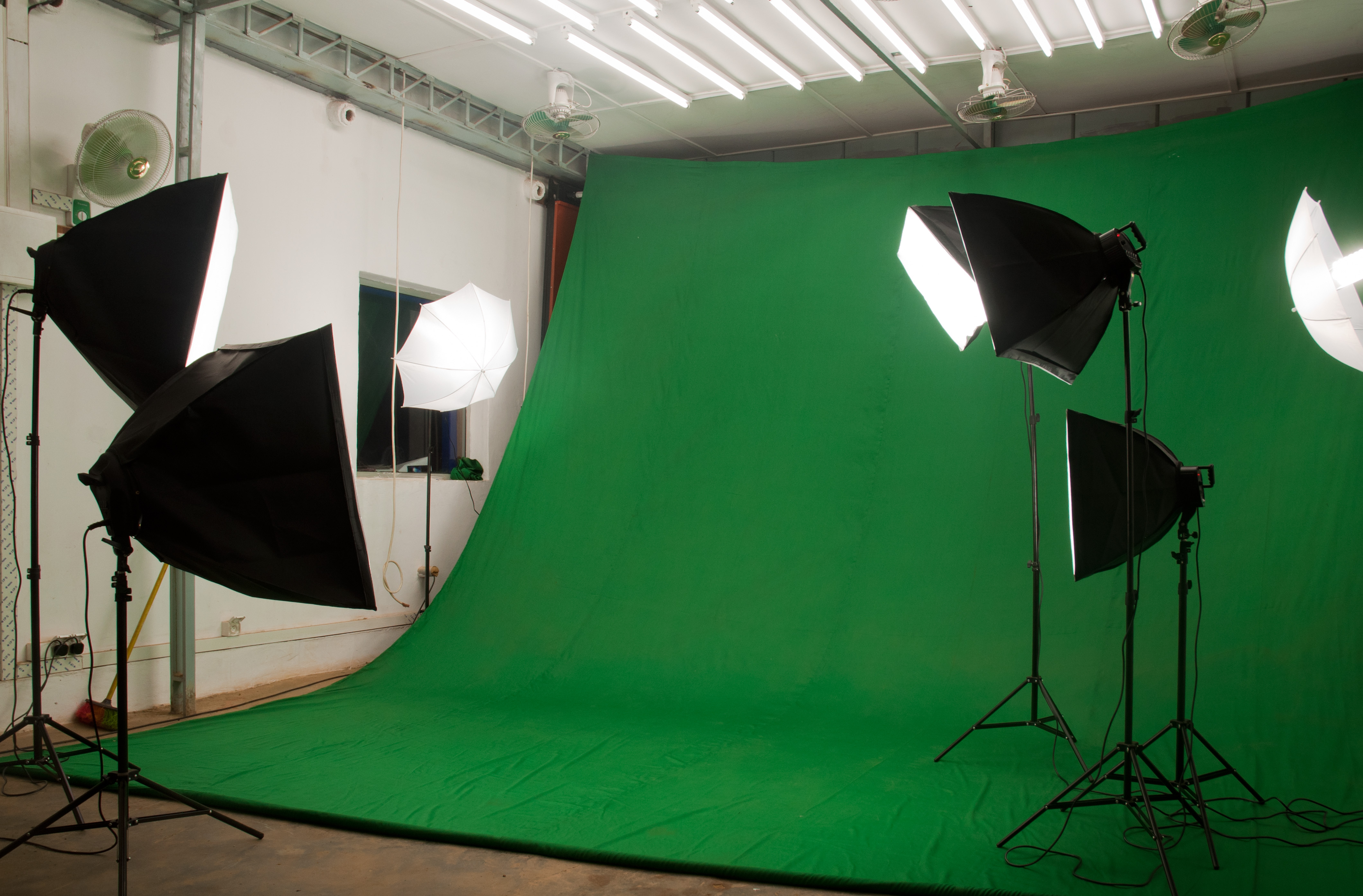
Ảnh viện với phông xanh đằng sau.
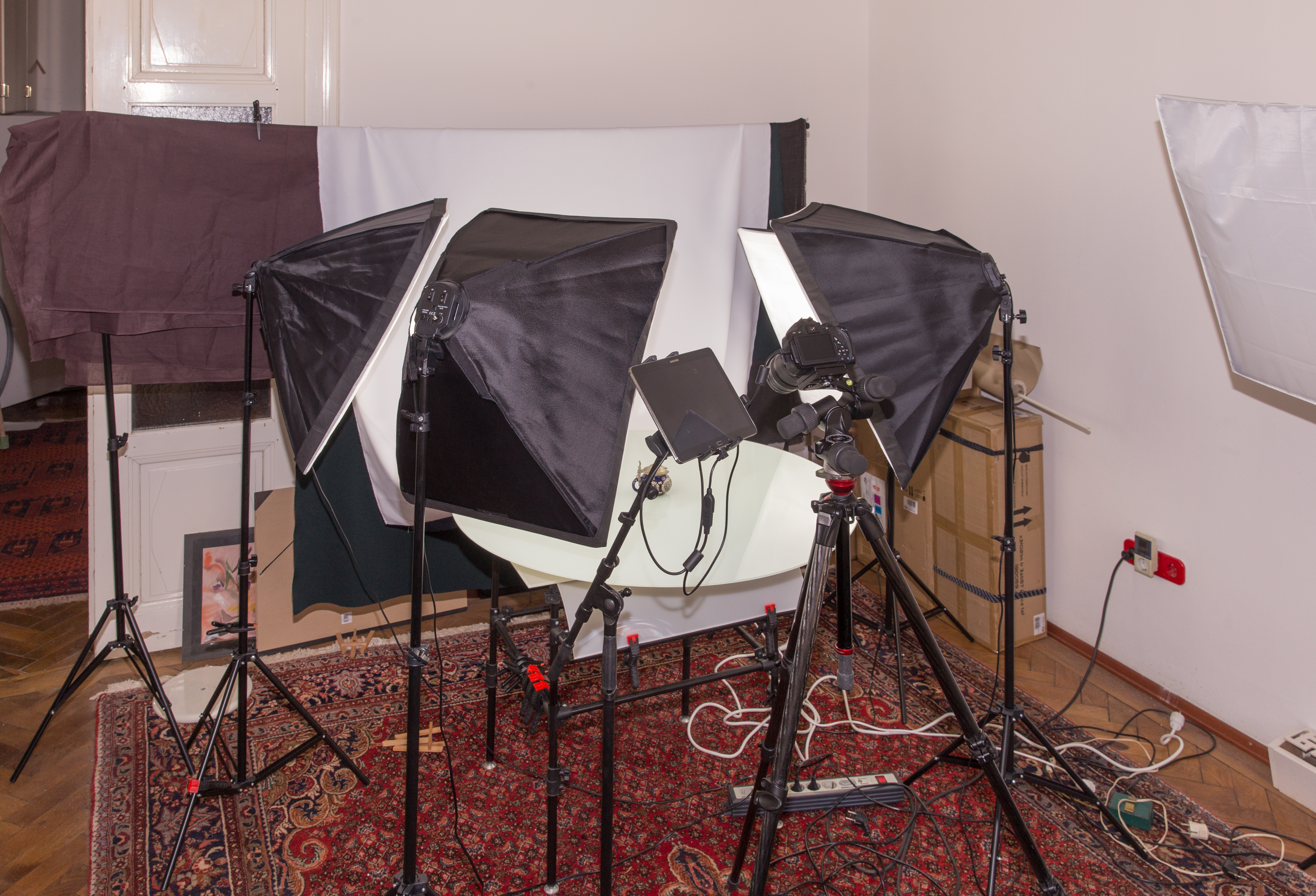
Bố trí phòng chụp cho việc sản xuất ảnh và video.
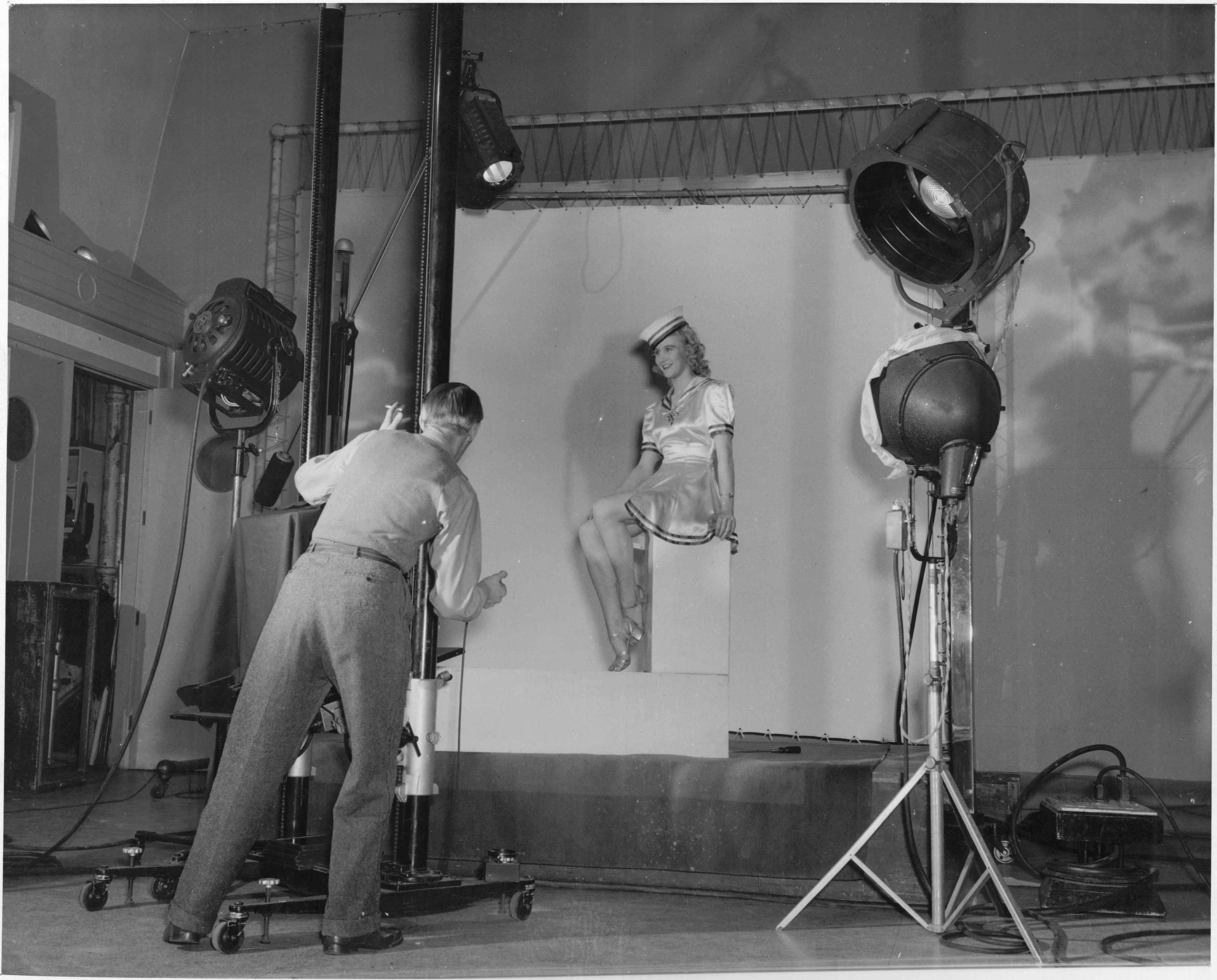
Một ảnh viện ở bang Ontario, Canada (khoảng năm 1943).